# Everardo da Cunha Luna
Everardo da Cunha Luna (Campina Grande, 10 de dezembro de 1923 - 24 de abril de 1991) foi um jurista brasileiro.

## Biografia
Formou-se pela Faculdade de Direito do Recife, em 1947, onde obteve o grau de Doutor e Livre Docente em 1959 e tornou-se catedrático após concurso realizado no ano seguinte.
Ocupou, por quase trinta anos, a Cátedra de Direito Penal, na referida faculdade, onde lecionou essa disciplina nos cursos de Bacharelado, Mestrado e Doutorado.
Ainda na Faculdade de Direito do Recife, exerceu as funções de Vice-diretor, Coordenador do Curso de Doutorado, Chefe de Departamento e membro do Conselho Técnico-Administrativo.
Participou de comissões examinadoras de concursos para docentes de diversas instituições de ensino do país tais como USP, UERJ, UFPR, UFPA, UFBA, UFG e UFCE. Autor de diversos trabalhos na área do Direito Penal.
Desempenhou os cargos de Promotor Público da Paraíba e em Pernambuco, Adjunto de Procurador dos Feitos da Fazenda do Estado de Pernambuco, de Advogado de Ofício da Assistência Judiciária do Estado de Pernambuco e, por duas vezes, Juiz do Tribunal Regional Eleitoral de Pernambuco, além de membro do antigo Conselho Nacional de Política Criminal e Penitenciária.
Advogado militante, foi, por vinte e cinco anos, conselheiro da secção pernambucana da OAB, tendo exercido por duas vezes a Vice-Presidência.

## Principais obras
- Abuso de direito. 1. ed. Rio de Janeiro: Forense, 1959; 2. ed. Rio de Janeiro: Forense, 1988.
- Capítulos de Direito Penal: Parte Geral. Com observações à nova parte geral do Código Penal. São Paulo: Saraiva, 1985.
- Estrutura jurídica do crime. 1. ed. Recife: Mousinho, 1958; 2. ed. 1960; 3. ed. Recife: Universidade Federal de Pernambuco, 1970; 4. ed. São Paulo: Saraiva, 1993.
- O resultado, no Direito Penal. 1. ed. Recife: Universidade do Recife, 1959; 2. ed. São Paulo: José Bushatsky, 1976.
- Trabalhos de direito penal. Recife: Universidade Federal de Pernambuco, 1971.
- "Aberratio delicti". In: França, Rubens Limongi (org.). Enciclopédia Saraiva de Direito, v. 1, pp 331-334. São Paulo: Saraiva, 1977-.
- "Aberratio ictus". In: França, Rubens Limongi (org.). Enciclopédia Saraiva de Direito, v. 1, p. 334-338. São Paulo: Saraiva, 1977-.
- Antijuridicidade. In: França, Rubens Limongi (org.). Enciclopédia Saraiva de Direito, v. 7, p. 1-7. São Paulo: Saraiva, 1977-.
- Arrependimento eficaz. In: França, Rubens Limongi (org.). Enciclopédia Saraiva de Direito, v. 8, p. 104-110. São Paulo: Saraiva, 1977-.
- Atentado violento ao pudor. In: França, Rubens Limongi (org.). Enciclopédia Saraiva de Direito, v. 8, p. 375-378. São Paulo: Saraiva, 1977-.